# Spermophora suurbraak
Spermophora suurbraak är en spindelart som beskrevs av Huber 2003. Spermophora suurbraak ingår i släktet Spermophora och familjen dallerspindlar. Inga underarter finns listade i Catalogue of Life.